# Малая планета
Малая планета (или планетоид) — небесное тело, движущееся по орбите вокруг Солнца и не классифицированное ни как планета, ни как комета.
До 2006 года термин «малые планеты» являлся синонимом термина «астероиды», однако 24 августа 2006 года Международный астрономический союз (МАС) впервые дал определение термину «планета». Под это определение не подходил Плутон, ранее считавшийся девятой планетой Солнечной системы, и МАС причислил его к новой категории карликовых планет вместе с Эридой и Церерой.
Таким образом, к малым планетам относятся карликовые планеты и астероиды, а не входят в их число кометы и тела с диаметром менее 30 м — метеороиды. Термин не является официальным, в отличие от терминов «планета», «карликовая планета» и «малые тела Солнечной системы».
Само же понятие «малая планета» включает в себя карликовые планеты, астероиды, троянские спутники, кентавры и различные транснептуновые объекты. Каталогизацией таких объектов занимается Центр малых планет, и, по данным 2019 года, открыто почти 795 тысяч таких объектов.
Церера — открытая в 1801 году малая планета, и, когда выяснилось, что таких объектов много, а их размеры значительно меньше, чем у планет, появилось понятие «малая планета». Также использовался термин «планетоид», в то время синонимичное «малой планете».

## Классификация
Существует система классификации малых планет:
- Астероиды: исторически, так называются тела внутренней части Солнечной системы[9]:
  - Околоземные астероиды: так называются все астероиды, перигелий орбиты которых меньше 1,3 а.е.:
    - Атиры: астероиды, орбита которых целиком лежит внутри земной;
    - Атоны: астероиды с большой полуосью меньше, чем у Земли, но афелийное расстояние которых больше перигелийного расстояния Земли — таким образом, они пересекают орбиту Земли;
    - Аполлоны: астероиды с большой полуосью больше, чем у Земли, но перигелийное расстояние меньше афелийного расстояния Земли — таким образом, они тоже пересекают орбиту Земли, но большую часть времени находятся снаружи, а не внутри, как в предыдущем случае;
    - Амуры: астероиды, орбита которых целиком лежит снаружи земной;
    - Троянские астероиды Земли: астероиды, находящиеся в точке Лагранжа L4 или L5 системы Солнце-Земля. Пока известен только один такой объект: 2010 TK7[10].

  - Троянские астероиды Марса: астероиды, находящиеся в точке Лагранжа L4 или L5 системы Солнце-Марс. Известно 9 таких объектов[11];
  - Пояс астероидов: объекты, орбиты которых расположены между орбитами Марса и Юпитера. Это изначальная, наиболее известная и наиболее многочисленная группа малых планет;
  - Троянские астероиды Юпитера: астероиды, находящиеся в точке Лагранжа L4 или L5 системы Солнце-Юпитер. Это первая открытая и самая многочисленная группа троянских астероидов: у Юпитера их более 7 тысяч[11].
- Удалённые малые планеты: собирательное название для малых планет во внешней Солнечной системе:
  - Кентавры: тела, орбиты которых расположены между орбитами Юпитера и Нептуна. Из-за влияния планет-гигантов их орбиты должны быть нестабильными[12];
  - Троянские астероиды Урана: астероиды, находящиеся в точке Лагранжа L4 или L5 системы Солнце-Уран. Пока что известен только один такой объект[11];
  - Транснептуновые объекты: собирательное название для объектов, находящихся дальше, чем орбита Нептуна:
    - Пояс Койпера: наиболее многочисленная группа из этих объектов, все, которые ближе 55 а.е. от Солнца:
      - Классические объекты пояса Койпера: объекты, не имеющие резонанса с Нептуном;
      - Резонансные транснептуновые объекты: объекты в каком-либо резонансе с Нептуном:
        - Троянские астероиды Нептуна: астероиды, находящиеся в точке Лагранжа L4 или L5 системы Солнце-Нептун, и, следовательно, имеющие резонанс 1:1 с ним. Известно 28 таких объектов[11];
        - Плутино: объекты, имеющие резонанс 2:3 с Нептуном;
        - Тутино: объекты, имеющие резонанс 1:2 с Нептуном;

    - Рассеянный диск: объекты с афелием вне пояса Койпера;
    - Обособленные транснептуновые объекты: объекты с афелием и перигелием вне пояса Койпера;
    - Облако Оорта: гипотетическая область, в которой находятся долгопериодические кометы.

## Именование
Все открытые тела нужно обозначать, и с малыми планетами это делается в три этапа: сначала объект получает временное обозначение, так как он ещё может оказаться ошибочно открытым, либо оказаться потерянным. Это название остаётся у объекта до подтверждения и точного определения параметров орбиты, после чего объект становится пронумерованной малой планетой. Наконец, объект может получить осмысленное название вместо номера, однако, название имеет очень малое количество объектов. Например, это может выглядеть так:
- 1932 HA — присвоено временное обозначение, основанное на дате открытия: 24 апреля 1932;
- (1862) 1932 HA — присвоен номер 1862;
- (1862) Аполлон — присвоено название, код при этом перестаёт использоваться.

### Временное обозначение
Открытый объект получает обозначение, основанное на дате открытия. Например, в названии 2002 AT4:
- 2002 обозначает год открытия;
- A обозначает половину месяца, в которую был открыт объект; в данном случае это 1-15 января;
- T4 обозначает, каким по порядку был открыт объект в промежутке времени; для первых 25 объектов идут буквы латинского алфавита, кроме I, а если объектов открывается больше, то добавляется нижний цифровой индекс, а алфавит идёт заново; T4 означает 117-й объект из открытых в данный период.

### Присвоение номера
Когда малая планета и её орбита подтверждена, к её временному обозначению добавляется порядковый номер.

### Присвоение названия
Изначально открытым малым планетам присваивались имена персонажей греческой мифологии, однако, открытых объектов в какой-то момент стало гораздо больше, чем таких персонажей. Первым объектом, выбивавшимся из этой традиции, стала малая планета (20) Массалия, названная как греческое имя города Марсель. Первое название, совсем не связанное с античностью, получила малая планета (45) Евгения, названная в часть жены Наполеона III. В дальнейшем использовались названия женского рода, и первым исключением стала малая планета (334) Чикаго.

#### Необычные имена
Со временем первооткрыватели объектов начали давать им необычные имена: (482) Петрина и (483) Сеппина получили свои названия в честь собак первооткрывателя, а (2309) М. Спок — в честь домашнего кота первооткрывателя. Потом МАС запретил давать малым планетам имена в честь питомцев, однако, объектам продолжили присваивать необычные имена, к примеру, (6042) Чеширкэт.

#### Имена первооткрывателей
В отличие от комет, малые планеты принято не называть в честь первооткрывателя. Одним из способов обойти это стало то, что двое первооткрывателей разных объектов могли назвать объект в честь друг друга. Тем не менее, известно и исключение из этого правила: малая планета (96747) Кресподасилва названа в честь первооткрывательницы, так как она умерла вскоре после открытия объекта.

#### Названия на разных языках
Строгого алгоритма адаптации названий к другим языкам не существует. Например, название Церера на русском языке близко к оригинальному названию на итальянском — Cerere, в то время как на английском языке и на латыни эта карликовая планета называется Ceres, как и на немецком, французском, арабском и хинди. В то же время, греческое название — Δημήτηρ (Деметра), по имени греческой богини плодородия, а не римской. Так же дело обстоит и со многими другими объектами.
Адаптация на китайский язык выглядит по-другому. Там малая планета получает не имя аналогичного бога или богини из китайской мифологии, а его описание: в китайском языке Церера будет звучать как 穀神星 (gǔshénxīng), что означает «планета богини мудрости».

#### Современные правила именования
Когда малая планета подтверждена и получает номер, её первооткрыватель имеет эксклюзивное право назвать планету в течение 10 лет после её подтверждения, однако, он должен объяснить, почему выбрано такое название. Когда название предложено, комиссия из 15 человек может принять его или отклонить. Существуют определённые формальные правила для названий:
- 16 символов или меньше;
- Название должно быть произносимым;
- Название не должно быть оскорбительным или нецензурным;
- Название не должно быть слишком похожим на уже существующие названия планет, спутников или малых планет;
- Запрещены имена домашних животных, а также рекламные названия;
- Если объект называется в честь политического или военного деятеля, должно пройти более 100 лет с момента его смерти или его активной деятельности;

Также желательно, чтобы название было одним словом. Для некоторых классов объектов существуют другие формальные требования: например, троянские астероиды Юпитера должны называться именами героев Троянской войны.